# 阿部信行 (プロデューサー)
阿部 信行（あべ のぶゆき、8月21日 - ）は、日本の音響監督・アニメーションプロデューサー。株式会社オンリード・株式会社エンタメシンクタンク代表取締役。自社作品を中心に数多くのドラマCDで音響監督を務める。また幾つかの作品にも声優として出演している。東京都出身。

## 来歴
2000年からプロデューサー・音響監督として株式会社インターコミュニケーションズに在籍。退職後2007年2月に株式会社オンリード・2008年2月に株式会社エンタメシンクタンクを設立。

## 出演作品

### 声優
- 殴る白衣の天使（警備員役）
- バイトは家政夫!?2（合田役）
- 僕の声-金のガチョウ編-（プロデューサー役）
- サンタ・カンパニー 〜クリスマスの秘密〜（ムック役）[2]

## 主な参加作品
※ 特記のない限り全て音響監督としての参加

### テレビアニメ
2016年
- ばなにゃ[3]
- 腐男子高校生活[4]

2017年
- あいまいみー～Surgical Friends～[5]
- にゃんこデイズ[6]
- ちるらん にぶんの壱[要出典]
- けものフレンズ[7]

2018年
- ありすorありす[8]
- 踏切時間[要出典]
- 奴隷区 The Animation[9]
- おこしやす、ちとせちゃん[10]

2019年
- 上野さんは不器用[11]
- 雨色ココア sideG[要出典]
- ケムリクサ[12]
- けものフレンズ2[13]
- 超可動ガール1/6[14]
- ノブナガ先生の幼な妻[15]
- 魔王様、リトライ![16]
- ばなにゃ ふしぎななかまたち[17]

2021年
- 探偵はもう、死んでいる。[18]
- テスラノート[19]
- 真の仲間じゃないと勇者のパーティーを追い出されたので、辺境でスローライフすることにしました[20]

2022年
- 阿波連さんははかれない[21]

2023年
- 老後に備えて異世界で8万枚の金貨を貯めます

2024年
- 佐々木とピーちゃん[22]
- じいさんばあさん若返る[23]
- ハズレ枠の【状態異常スキル】で最強になった俺がすべてを蹂躙するまで[24]
- さようなら竜生、こんにちは人生[25]

2025年
- サラリーマンが異世界に行ったら四天王になった話[26]

### OVA
2005年
- 春を抱いていた[27]

- 春を抱いていたII[28]

2007年
- お金がないっ[29]

### 劇場アニメ
2019年
- コルボッコロ[30]

2020年
- イエスかノーか半分か[31]

### Webアニメ
2021年
- サンタ・カンパニー 〜真夏のメリークリスマス〜[32][33]

### ドラマCD
1999年
- DOUBLE CALL(1)[34]

2005年
- G線上の猫[35]

2007年
- しなやかな熱情[要出典]

2008年
- 言ノ葉ノ花[要出典]